# 랜디 손힐

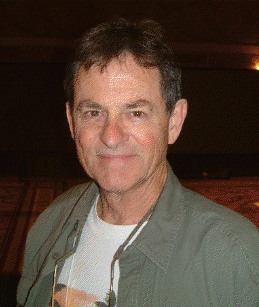

랜디 손힐(Randy Thornhill, 1944년 ~ )은 미국의 곤충학자이자 진화생물학자이다. 뉴멕시코 대학교의 생물학 교수이다. 강간의 진화적 설명을 한 것으로 알려져 있는 인물이며 곤충의 짝짓기 체계와 기생충-스트레스 이론에 대한 업적이 있다.
1944년 앨라배마주에서 태어났다.